# ÖBB 1012
Die Lokomotiven der Reihe 1012 der Österreichischen Bundesbahnen (ÖBB) waren vierachsige elektrische Universallokomotiven die von 1996 bis 2006 im Einsatz waren. Die Fertigung erfolgte von SGP-Verkehrstechnik in nur drei Exemplaren. Sie sollten als Prototypen für die Nachfolgeserie der Reihe 1044 dienen. Nachdem für die Serien-Beschaffung die Reihen 1016 und 1116 vorgezogen wurden, waren die Lokomotiven eine Splittergattung und wurden 2007 an das Schwedische Eisenbahnverkehrsunternehmen Hector Rail verkauft.

## Geschichte
Die Lokomotive sollte der Nachfolger der Reihe 1044 werden. Sie war für die Beförderung von 660 t auf 5 ‰ mit 220 km/h und 600 t auf 28 ‰ mit 100 km/h auszulegen. Das Pflichtenheft forderte eine Lok, die sowohl vor schnellen Reisezügen im Flachland wie auch in Doppeltraktion vor schweren Güterzügen im Gebirge eingesetzt werden kann. Es ähnelte stark demjenigen der SBB Lok 2000.
Der mechanische Teil stammt von SGP Verkehrstechnik, die elektrische Ausrüstung von Siemens, ELIN und ABB. Die Lieferanten organisierten sich in der ARGE 1012 mit Federführer Siemens.

## Konstruktion

### Mechanische Konstruktion
Die Drehgestelle sind ähnlich der Reihe 1014, besitzen aber wie die DB BR 101 den integrierten Gesamtantrieb von ABB. Zudem verfügt die 1012 über Scheibenbremsen mit Putzklötzen zum Aufrauen der Radlaufflächen.
Der Aufbau des Kastens lehnt sich stark an die SBB-Lok 2000 an. Die Seitenwände aus gesicktem Stahlblech bilden mit dem Bodenrahmen eine U-förmige Konstruktion. Die Dächer aus Aluminium enthalten auch den Beruhigungsraum für die Kühlluft.
Die Frontmodule für die Führerräume sind aus Gewichtsgründen in glasfaserverstärktem Kunststoff (GFK) gebaut und an den Kasten geklebt. Die Konstruktion besteht aus zwei GFK-Platten mit dazwischen liegendem zäh-elastischen Schaumkern. Ein hinter dem Führertisch eingebauter Rammschutz aus Stahl schützt den Lokführer im Falle einer Kollision.

### Elektrische Konstruktion
Der ölgekühlte Transformator von ELIN ist unter dem Lokkasten aufgehängt und besitzt sechs Traktionswicklungen. Zwei wassergekühlte GTO-Stromrichter von Siemens versorgen die Drehgestelle mit Energie, wobei jeder Fahrmotor von einem eigenen Wechselrichter versorgt wird.
Die Leittechnik stammt von Siemens. Die Loks sind mit den Zugsicherungssystemen LZB und Indusi 80 ausgerüstet. Zudem verfügen die Lokomotiven Doppeltraktions- und Wendezugsteuerung gemäß Interimslösung des ÖBB-Fernsteuerkonzepts über 15-poliges UIC-Kabel. Aufgrund der Tatsache, dass nur drei Fahrzeuge ausgeliefert wurden, wurde auf den Umbau auf volle Kompatibilität mit 18-poligem UIC-Kabel verzichtet. Somit ist nur eine Vielfachsteuerung mit Fahrzeugen gleicher Reihe möglich.

### Führerstand
Die Gestaltung des Führerstandes erfolgte nach dem Konzept des ÖBB Einheitsführerstandes ähnlich dem der Reihen 1822 und 1014 sowie der Steuerwagen. Am Hauptpult befinden sich links neben der Buchfahrplanmulde die Richtungstaster, der Geschwindigkeitsschieber und der zeitgesteuerte Einsteller für Zugkraft und E-Bremse. Dahinter sämtliche Schalter für Stromabnehmer, Hauptschalter, und die Hilfsbetriebe. Rechts davon Schalter und Taster für Licht und Makrofonbetätiung, der Bremssteller für die zeitgesteuerte Knorr HZR-Führerbremsventilanlage und der Schalter für die RZbE-Zusatzbremsventilanlage. Am Nebenpult neben dem Fenster finden sich ebenfalls Richtungstaster und einer der Zugkraftsteller. Am Aufbau befindet sich links der Zugfunk und die Sprechstelle für Innen- und Außenbeschallung, mittig das MFA mit Zugkraft- und Geschwindigkeitsmesser sowie den Leuchtmeldern für PZB und LZB, sowie maschinentechnische Meldelampen, rechts das Display und die Manometer für die Drucklufteinrichtungen. Weitere Schalter befinden sich auf den Schaltertafeln an den Führerstandsrückwänden.

### Design
Gestaltet wurde die Lokomotive vom damaligen Chefdesigner der ÖBB Wolfgang Valousek in einem nach ihm benannten Design-Konzept gestaltet, der sie selbst als seine beste Arbeit bezeichnet.

## Einsatz und Ausmusterung

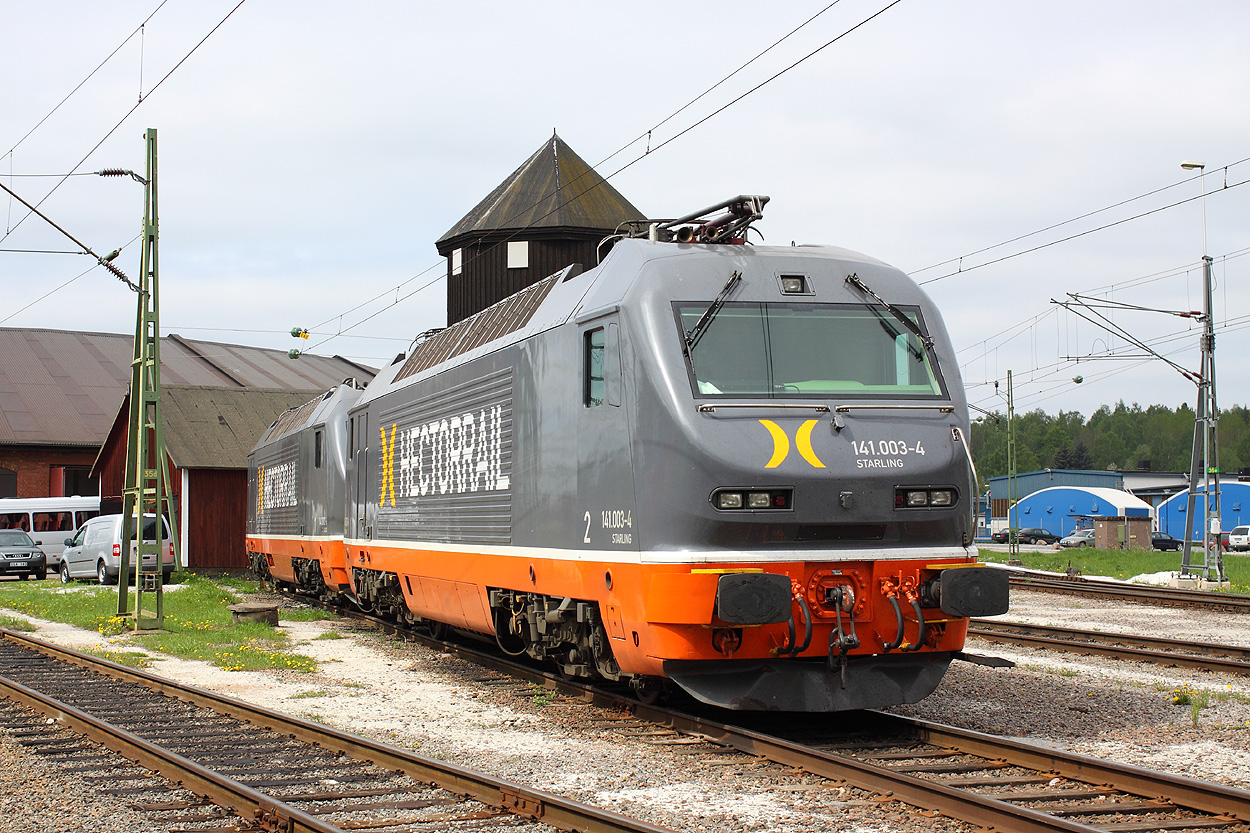
Zwei ehemalige 1012 in Hallsberg

Als die drei Prototypen der Reihe 1012 bereits gebaut wurden, erfuhr einerseits der Ausschreibungsmodus durch den EU-Beitritt Österreichs Änderungen, andererseits trat ein neuer ÖBB-Vorstand sein Amt an. Die ÖBB wollten daher die Lokomotiven vorerst – vor allem zum geforderten Preis von 90 Millionen Schilling (ca. 6,4 Mio. EUR) pro Stück – gar nicht übernehmen. Die Auslieferung erfolgte schlussendlich doch noch im Jahr 1997, wobei jede Lok nur noch 70 Millionen Schilling (ca. 5 Mio. EUR) kostete.
Bevor die Prototypen ausgeliefert waren, hatten sich die ÖBB aber bereits für den etwas leistungsfähigeren und vor allem billigeren Taurus entschieden. Demzufolge verzichtete sie auf den Kauf von Messachsen für die 1012, sodass die Loks nie für die geplante Höchstgeschwindigkeit von 230 km/h zugelassen werden konnten.
Die Loks verkehrten im Raum Innsbruck und bespannten Züge der Rollenden Landstraße, bis sie 2006 abgestellt wurden. Die schwedische Firma Hector Rail testete in den Jahren 2005 und 2006 zunächst die 1012.002, ehe sie im März 2007 alle drei Loks kaufte. Diese tragen nun die Betriebsnummern 141.001 bis 003, weisen eine dunkelgrau/orange Lackierung auf und sind in Hallsberg beheimatet.